# Centro Nacional de Investigaciones Metalúrgicas
El Centro Nacional de Investigaciones Metalúrgicas (CENIM) es un organismo público español que estudia el metal y la ciencia de los materiales. Es un centro adscrito al Consejo Superior de Investigaciones Científicas (CSIC), que depende del Ministerio de Ciencia, Innovación y Universidades, y el único en España dedicado a toda la cadena de valor de la metalurgia.
El CENIM-CSIC investiga la naturaleza de los materiales mediante la ciencia básica y aplicada desde 1963. El centro publica desde 1965 la Revista de Metalurgia, una publicación especializada e indexada que se centra en metal y la ciencia de los materiales.
La sede principal del centro y las naves de investigación se encuentran en Ciudad Universitaria, en el Campus de Moncloa del CSIC, en avenida Gregorio del Amo 8, Moncloa-Aravaca, 28040 Madrid.

## Historia
El Centro Nacional de Investigaciones Metalúrgicas se creó en 1963 por acuerdo del Consejo Superior de Investigaciones Científicas. El objetivo fue centralizar en un solo organismo las actividades que se realizaban el Instituto de la Soldadura, fundado en 1946, el Instituto del Hierro y del Acero, en 1947, y el Instituto de Metales no Férreos, en 1958, pertenecientes todos ellos al Patronato Juan de la Cierva. Con la extinción del Patronato en 1977, el centro pasó a depender directamente del Consejo Superior de Investigaciones Científicas (CSIC).
El CENIM-CSIC colabora habitualmente con el desarrollo de procesos metalúrgicos en el sector industrial de España y América Latina. En 2023 celebró su 60 aniversario, consolidando su lugar como centro integral de investigación del metal y la ciencia de los materiales, y publicó un libro conmemorativo donde recoge los aspectos más relevantes de su historia e investigaciones durante el período 1957-2008.

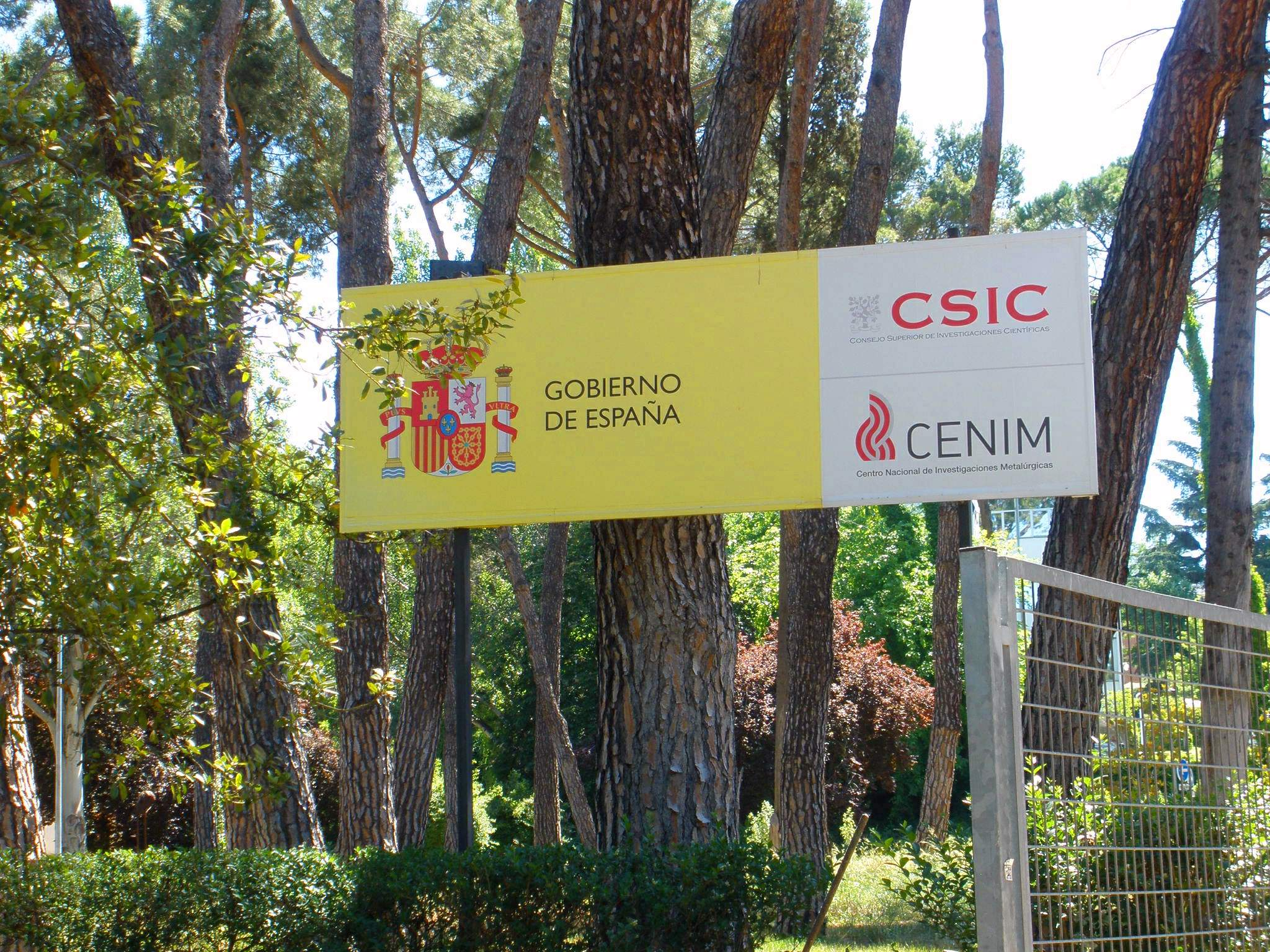
El Centro Nacional de Investigaciones Metalúrgicas (CENIM-CSIC) en Moncloa, Madrid.

## Líneas de investigación
Las principales áreas de trabajo del CENIM-CSIC incluyen:
- Corrosión y protección de materiales.

- Reciclaje y sostenibilidad de metales.

- Nuevas aleaciones y compuestos metálicos.

- Caracterización microestructural avanzada.

- Tecnologías para la transición energética y la economía circular.

## Infraestructura y colaboraciones
El CENIM-CSIC en su construcción intenta aunar investigación, laboratorios y talleres. El edificio principal fue diseñado por el ingeniero Eduardo Torroja y construido en 1959. La ampliación de los cuatro hangares para la experimentación estuvo a cargo del arquitecto Alejandro de la Sota entre 1965-1967.
El centro cuenta con laboratorios de análisis de materiales, microscopía electrónica, simulación computacional y plantas piloto. Participa en proyectos europeos e internacionales, colaborando con universidades, centros tecnológicos y empresas del sector metálico, energético y medioambiental.

## Impacto y reconocimiento
El CENIM-CSIC contribuye a la formación de investigadores y a la transferencia de tecnología al tejido industrial. Por este motivo, el Ministerio para la Transición Ecológica y el Reto Demográfico del Gobierno de España eligió el centro para presentar su Plan de Acción de las Materias Primas Minerales (2025-2029), con el objetivo de lograr mayores cuotas de reciclado, sostenibilidad y autonomía estratégica para la Unión Europea.  
En 2024, más de 150 investigadores del CSIC participaron como Grupo de Asesoramiento de Emergencias del Consejo en las labores de reconstrucción tras la DANA de Valencia, cuyo jefe de equipo fue el químico e investigador Félix Antonio López del CENIM-CSIC. Varios científicos del CSIC movilizados por la catástrofe participaron en el programa El Hormiguero de Antena 3, donde explicaron su trabajo en el reciclado de lodos y su extracción de los garajes. Una aplicación que ha desarrollado el centro, junto al Instituto de Ciencias de la Construcción Eduardo Torroja (IETcc), es reutilizar parte del lodo de la inundación para la elaboración de ladrillos.
En 2025, varios desarrollos científicos del centro fueron seleccionados para el catálogo de las 100 tecnologías más innovadoras de España, por su labor en la recuperación de minerales críticos y la gestión de residuos post-catástrofes naturales.
El trabajo del CENIM-CSIC en economía circular y ciencia para la transición energética ha aparecido en numerosas ocasiones en medios de comunicación, como en reportajes de Comando actualidad y Objetivo planeta del Canal 24 Horas de TVE, y en las noticias de los informativos de La Sexta y Telecinco. También en entrevistas para radio, en la  Cadena Ser  y Radio Nacional de España, y colaboraciones con la prensa tradicional como El País  y medios digitales como El Confidencial.